# Tantum ergo op. 167 de Bonis
Pour les articles homonymes, voir Tantum ergo (homonymie).
Le Tantum ergo, op. 167, est une œuvre vocale de la compositrice Mel Bonis.

## Composition
Mel Bonis compose son premier Tantum ergo pour chœur comprenant soprano, alto, ténor, basse. Deux manuscrits existent, mais aucun n'est daté. L'œuvre est publiée à titre posthume par les éditions Armiane en 2000.

## Analyse
Le style harmonique de cette pièce est très moderne. Il représente le symbole de l'eucharistie. L'œuvre présente une filiation indéniable entre César Franck, Gabriel Fauré et Mel Bonis, au travers d'insertion de procédés harmoniques modernes, mais aussi par l'imitation des modes d'écriture anciens. De plus, Mel Bonis utilise des accords de deuxième, troisième, quatrième et sixième degré renversés, ainsi que des accords de septième dans leurs premier et troisième renversements, ainsi que le dernier renversement de la septième de dominante. 

## Sources
- Étienne Jardin, Mel Bonis (1858-1937) : parcours d'une compositrice de la Belle Époque, 2020 (ISBN 978-2-330-13313-9 et 2-330-13313-8, OCLC 1153996478)